# Cruzarás
«Cruzarás» es una canción compuesta e interpretada por el músico argentino Luis Alberto Spinetta, incluida en su álbum solista Pelusón of milk editado en 1991. 
La versión del álbum está interpretada por Spinetta, con el acompañamiento de Guillermo Arrom en primera guitarra y Claudio Cardone en teclados.

## Contexto
Spinetta venía de dos álbumes de estudio premiados como los mejores del año (Téster de violencia en 1988 y Don Lucero en 1989), un buen álbum en vivo (Exactas, 1990), un álbum recopilatorio (Piel de piel, 1990) y una clínica musical titulada El sonido primordial (1990) que fue editada como libro. Luego de semejante actividad, a la que se sumó haber recibido un shock eléctrico en un recital, Spinetta se apartó relativamente de los músicos de su banda y se refugió en el espacio privado de su familia.
En 1991 desapareció la Unión Soviética y el mundo comenzaba a transitar los primeros años de la década del '90, caracterizada por una mayor valoración social de lo privado -incluyendo el proceso de privatizaciones-, la riqueza y la fama, impulsada por un gran desarrollo de los medios de comunicación. "Aún quedan mil muros de Berlín" cantaría ese año en «Pies de atril».
Argentina por su parte dejaba atrás dos dramáticos brotes hiperinflacionarios en 1989 y 1990 que hundieron en la pobreza a la mayor parte de la población, a la vez que sucesivas leyes de impunidad dejaban en libertad a los criminales que habían cometido violaciones masivas de los derechos humanos en las décadas de 1970 y 1980.

## El álbum
Luego de un álbum "para pensar" como Téster de violencia y un álbum "para sentir" como Don Lucero, Spinetta tomó distancia de su banda y de las apariciones públicas, para concentrarse en su vida familiar, a la espera del bebé que gestaba su esposa. Pelusón of milk es resultado de esa introspección, que recuerda otros álbumes creados en circunstancias similares, como Artaud y Kamikaze.

Está más ligado a mi vida que era "esperándola a Vera", porque eso es Pelusón of milk. Esos temas fueron hechos en mi casa, con el embarazo de la mamá, esperando a la beba... Muchos temas de Pelusón of milk están hechos de mí para mí. Es el intento de armar un enorme patio interior.
Luis Alberto Spinetta

El álbum fue grabado entre junio y septiembre de 1991, en el estudio propio que Spinetta había instalado dos años antes en la calle Iberá.

## El tema
El tema es el décimo track (anteúltimo del lado B) del álbum solista Pelusón of milk, un álbum introspectivo y centrado en lo familiar. El crítico musical Oscar Jalil destaca el "latido maquinal y el delicado solo (de guitarra) de Arrom" para definir la canción como una de las que mejor explica la unión de "ensamble y espíritu" que caracteriza al álbum.
El título de la canción, "Cruzarás", aparece en la letra, aplicado a cruzar "este largo día", "este largo río" y "este dulce canto de amor". El tema habla explícitamente de Buenos Aires ("Buenos Aires tiene la respuesta") y concretamente del barrio de Núñez -barrio de crianza de Spinetta-, describiendo una sucesión de imágenes urbanas de taxis, trenes, árboles, una tormenta aproximándose... El relato oscila entre la segunda persona ("cruzarás") y la tercera persona ("ella calza nucas de aserrín"):

Ella sólo calza nucas de de aserrín
Lejos pasan trenes
Dios nos amampara.
Una esquina desigual y un rayo al caer
Buenos Aires tiene la respuesta.
«Cruzarás»

El profesor Pablo Martín Ruiz, de la Universidad Tufts, cita «Cruzarás» como ejemplo del uso lúdico del lenguaje en las canciones de Spinetta: 

Podrían darse innumerables ejemplos de usos lúdicos del lenguaje en canciones de Spinetta. Una canción llamada “Cruzarás”, para dar un ejemplo, empieza con la línea “Ella solo calza nucas de aserrín”, que es un puro disparate (y muchas veces transcripto equivocadamente como “nunca es de aserrín”; algo por otra parte muy frecuente en Spinetta: que los editores le cambien los textos creyendo corregirlos). La segunda línea de esa misma canción dice “Lejos cruzan trenes, Dios nos amampara” que es una palabra que no existe, tal vez una combinación de “amamantar” y “amparar”.
Pablo Martín Ruíz